# Адский котёл (фильм, 1903)
«Адский котёл» (фр. Le chaudron infernal; другое название — «Кипящий горшок ада») — немой короткометражный фильм Жоржа Мельеса. Премьера состоялась во Франции в 1903 году.

## Сюжет
Два дьявола сжигают девушку и двух пажей. Их души выходят из котла и дьявол в ужасе прыгает в котёл.

## Художественные особенности
Для сжигания использован бумажный котёл, дым настоящий. В 2003 году фильм был раскрашен от руки.

## Награды
Фильм был показан в рамках кинофестиваля в память о Жорже Мельесе.